# 武豊火力発電所
武豊火力発電所（たけとよかりょくはつでんしょ）は、愛知県知多郡武豊町字竜宮1-1にあるJERAグループの火力発電所である。JERAパワー武豊合同会社が運営する。

## 概要
重要港湾である衣浦港の西岸に位置する。同港の対岸には碧南火力発電所が立地している。中部電力により、1966年（昭和41年）に1号機が運転を開始、4号機までが建設された。
設備の老朽化に伴い1号機が廃止された他、石油火力発電であるため「石炭利用拡大に関するIEA宣言」に基づき、2号機を長期計画停止させるなど、低稼働率状態が続いていたが、2011年（平成23年）5月23日、中部電力は浜岡原子力発電所の稼働停止要請を受け、長期計画停止火力機の再稼働を決定、2号機を7月31日に再稼働させた。
2015年（平成27年）2月6日には、石油火力である旧発電設備を廃止し新たに高効率の石炭火力を新設するリプレース計画が発表され、2016年（平成28年）3月31日に2～4号機が廃止された。ただ、液化天然ガスコンバインドサイクル発電と比べて二酸化炭素の排出量が大幅に多いため、地球温暖化をはじめとする環境への悪影響が懸念された。そこで石炭に木質バイオマス燃料（木質ペレット）を混焼して二酸化炭素の排出量を抑えることとした。バイオマス発電電力量は約12億kWh／年、CO2排出削減量は約90万トン／年削減（石炭専焼時と比較）の計画である。
2019年（平成31年）4月、リプレース事業は中部電力からJERAに引き継がれた。2019年（令和元年）12月、JERAの出資により、「JERAパワー武豊合同会社」が設立された。
なお、2011年（平成23年）10月31日から2015年（平成27年）10月までの間、敷地内にメガソーラーたけとよ発電所（太陽光発電）が併設されていたが、5号機の建設に伴い川越火力発電所敷地内へ移転した。本項で説明する。

## 発電設備

### 5号機
- 定格出力：107万kW
- 使用燃料：石炭、木質ペレット＜混焼率：約17%（発熱量比）年間使用量：約50万トン＞[6]
- 熱効率：45％以上（低位発熱量基準）
- 着工：2018年（平成30年）4月18日[9]
- 営業運転開始：2022年（令和4年）8月5日[10]

## 廃止された発電設備

### 1号機（廃止）
- 定格出力：22万kW
- 使用燃料：原油、重油
- 営業運転期間：1966年（昭和41年） - 2002年（平成14年）3月31日

### 2号機（廃止）
- 定格出力：37.5万kW
- 使用燃料：原油、重油
- 営業運転期間：1972年（昭和47年）6月 - 2016年（平成28年）3月31日

### 3号機（廃止）
- 定格出力：37.5万kW
- 使用燃料：原油、重油
- 営業運転期間：1972年（昭和47年）9月 - 2016年（平成28年）3月31日

### 4号機（廃止）
- 定格出力：37.5万kW
- 使用燃料：原油、重油
- 営業運転期間：1972年（昭和47年）11月 - 2016年（平成28年）3月31日

### メガソーラーたけとよ（移転）
- 敷地面積：約12万m2
- 設備：ソーラーパネル3万9,168枚
- 出力：約7,500kW
- 想定年間発電量：約730万kWh
- 営業運転期間：2011年（平成23年）10月31日 - 2015年（平成27年）10月

## 爆発事故
2024年1月31日午後3時過ぎ、「発電所で爆発があり、黒煙が上がっている」と消防に複数の通報が寄せられた。JERAによると、午後3時14分にボイラーの囲い付近で発煙があり、石炭などの燃料を搬送するベルトコンベヤーで火災の発生を確認したという。
火災は午後8時過ぎに消し止められ、原因の調査が進められている。中部電力は事故当日の記者会見で、管内の電力供給について「現時点で安定供給できると考えている」と述べた。